# Coen Moulijn
Coen Moulijn (15. února 1937 Rotterdam – 4. ledna 2011 Rotterdam) byl nizozemský fotbalový útočník.

## Fotbalová kariéra
Začínal v týmu Xerxes Rotterdam. Dále hrál v nizozemské lize za Feyenoord. Pětkrát vyhrál s Feyenoordem nizozemskou ligu, nizozemský pohár vyhrál s Feyenoordem dvakrát. S Feyenoordem vyhrál Pohár mistrů evropských zemí 1969/70. V Poháru mistrů evropských zemí nastoupil ve 28 utkáních, a v Poháru UEFA nastoupil ve 2 utkáních. V Interkontinentálním poháru nastoupil ve 2 utkáních. Za nizozemskou reprezentaci nastoupil v letech 1956-1969 ve 38 utkáních a dal 4 góly.

## Ligová bilance
| Ročník                               | Zápasy | Góly | Klub             |
| ------------------------------------ | ------ | ---- | ---------------- |
| 1. nizozemská liga – sk. D - 1954/55 | 38     | 4    | Xerxes Rotterdam |
| 1. nizozemská liga – sk. B - 1955/56 | 31     | 7    | Feyenoord        |
| Eredivisie 1956/57                   | 32     | 5    | Feyenoord        |
| Eredivisie 1957/58                   | 27     | 4    | Feyenoord        |
| Eredivisie 1958/59                   | 31     | 9    | Feyenoord        |
| Eredivisie 1959/60                   | 31     | 7    | Feyenoord        |
| Eredivisie 1960/61                   | 29     | 16   | Feyenoord        |
| Eredivisie 1961/62                   | 33     | 8    | Feyenoord        |
| Eredivisie 1962/63                   | 26     | 2    | Feyenoord        |
| Eredivisie 1963/64                   | 20     | 2    | Feyenoord        |
| Eredivisie 1964/65                   | 27     | 5    | Feyenoord        |
| Eredivisie 1965/66                   | 28     | 1    | Feyenoord        |
| Eredivisie 1966/67                   | 28     | 2    | Feyenoord        |
| Eredivisie 1967/68                   | 32     | 5    | Feyenoord        |
| Eredivisie 1968/69                   | 33     | 3    | Feyenoord        |
| Eredivisie 1969/70                   | 34     | 2    | Feyenoord        |
| Eredivisie 1970/71                   | 31     | 5    | Feyenoord        |
| Eredivisie 1971/72                   | 14     | 1    | Feyenoord        |
| CELKEM Eredivisie                    | 456    | 77   |                  |